# NGC 5190
NGC 5190 este o emission-line galaxy⁠(d) situată în constelația Părul Berenicei. A fost descoperită în 23 martie 1827 de către John Herschel.